# Janez Brajkovič
Janez Brajkovič (nascido em 18 de dezembro de 1983) é um ciclista esloveno e campeão mundial de contrarrelógio (sub-23), em Verona, Itália. É desde 2015, membro da equipe estadunidense de categoria UCI Pro Continental, UnitedHealthcare.

## Carreira
Em 2004 foi campeão mundial de contrarrelógio (sub-23) e fez sua estreia como profissional na temporada de 2005 com a equipe de seu país, Krka-Adria Mobil. Em agosto, juntou-se com Discovery Channel de Johan Bruyneel, onde passou 6 temporadas sob o comando do diretor belga em equipes Astana e Radioshack. Em 2006, lidera a Volta a Espanha durante duas etapas e no ano seguinte alcançou a vitória no Tour de Geórgia. Em 2010, Brajkovič conseguiu o que até agora é a sua mais importante vitória como profissional, venceu a classificação geral da prestigiosa rodada por etapas francesa, o Critèrium del Dauphiné.
Em 2011 ele competiu no Tour de France como um dos quatro líderes de equipe, mas uma queda na quinta etapa o obrigou a abandonar a corrida depois de sofrer uma fratura de clavícula. Em 2011, após o anúncio da fusão entre a RadioShack e o Leopard-Trek para a temporada 2012, Brajkovič pediu para deixar a equipe, embora tivesse contrato atual, com a chegada dos irmãos Andy e Fränk Schleck a equipe, suas aspirações de ser o líder do Tour de France foram adiadas.
Foi finalmente assinado pela equipe Astana Pro Team por duas temporadas, sendo um dos líderes, junto com Roman Kreuziger e Alexandr Vinokourov.
Participou nos Jogos Olímpicos de 2012, realizados em Londres, Reino Unido. Terminou em 21º na prova de estrada e 10º no contrarrelógio individual.

## Palmarés
2005
- 1 etapa da Jadranska Magistrala

2007
- Tour de Geórgia

2009
- Campeonato da Eslovênia Contrarrelógio

2010
- Critérium del Dauphiné, mais 1 etapa

2011
- Campeonato da Eslovênia Contrarrelógio

2012
- 1 etapa da Volta à Catalunha
- Tour da Eslovênia

## Resultados nas Grandes Voltas

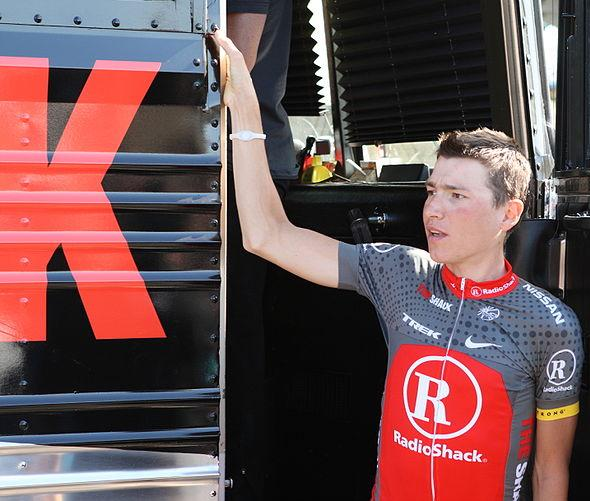
Janez Brajkovič.

Durante sua carreira, ele conseguiu as seguintes posições em Grandes Voltas:
| Corrida         | 2005 | 2006 | 2007 | 2008 | 2009 | 2010 | 2011 | 2012 | 2013 | 2014 |
| --------------- | ---- | ---- | ---- | ---- | ---- | ---- | ---- | ---- | ---- | ---- |
| Giro d'Italia   | -    | -    | -    | -    | 18º  | -    | -    | -    | -    | Ab.  |
| Tour de France  | -    | -    | -    | -    | -    | 43º  | Ab.  | 9º   | Ab.  | -    |
| Volta a Espanha | -    | 30º  | Ab.  | -    | -    | -    | 22º  | -    | 26º  | -    |

-: não participou

Ab.: abandonou